# Thomas Palzer

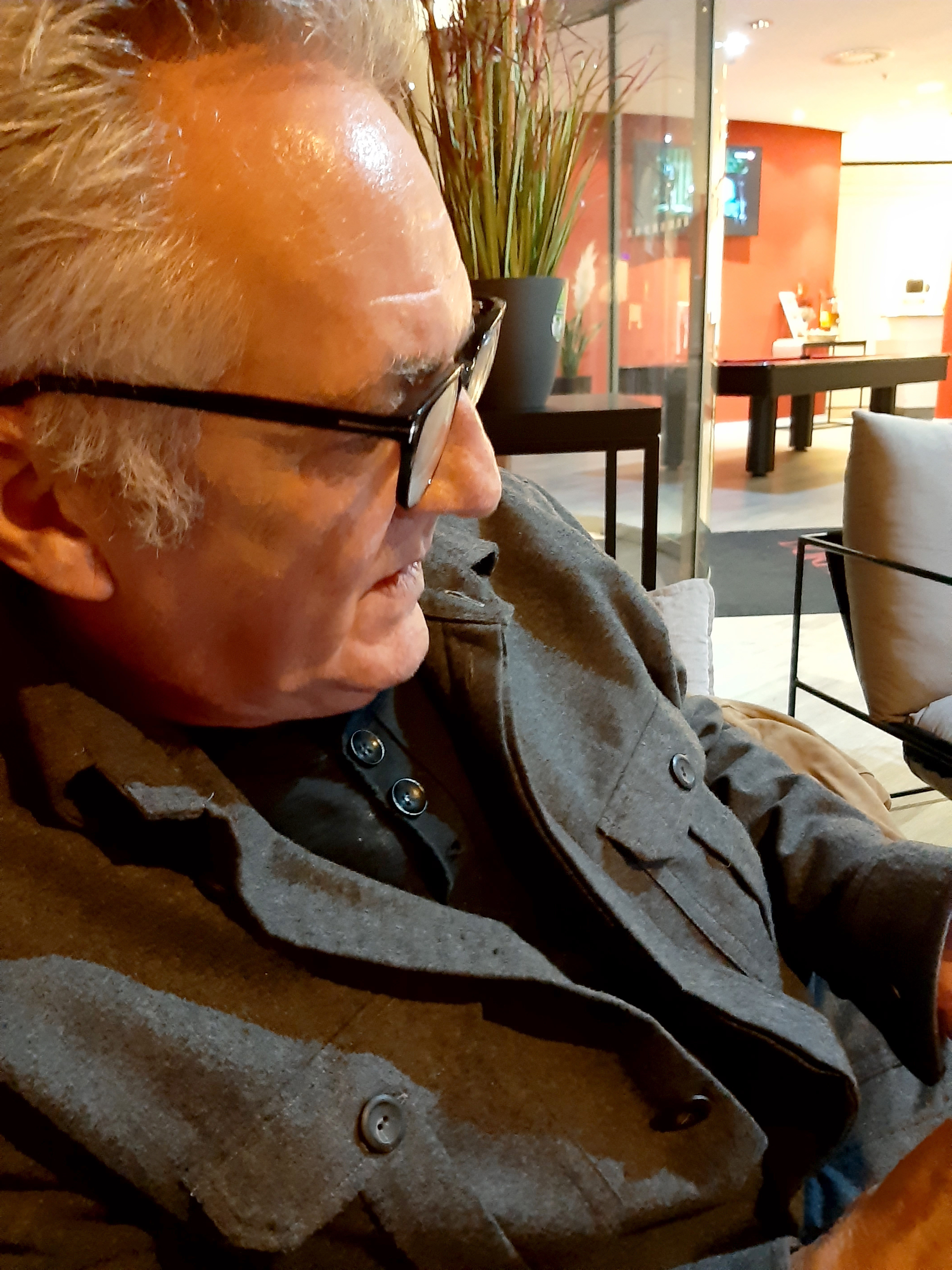
Thomas Palzer (2025)

Thomas Palzer (* 10. April 1956 in Mainz) ist ein deutscher Autor, Journalist, Essayist, Schriftsteller, Filmemacher und Hörfunksprecher, auch seiner eigenen Texte.

## Leben
Thomas Palzer studierte Philosophie und Germanistik an der Ludwig-Maximilians-Universität in München, an der Universität Wien und in Bayreuth. Er begann seine literarische Arbeit 1979 als Mitherausgeber der Zeitschrift Mode und Verzweiflung (1978 bis 1986). Mitte der 1980er Jahre Beginn der publizistischen Tätigkeit beim Zündfunk, dem Jugendfunk im Hörfunk Bayerischer Rundfunk. Hier wurden auch seine eigenen Beiträge zur Literatursendung Pop Sunday gesendet, die er selbst verlas. In regelmäßigen Kolumnen philosophierend, leistete er Beiträge zur Analyse der Thematik Zeitgeist.
Von 1983 bis 1989 war er zusammen mit Franz Dobler und Lorenz Schröter (Lorenz Lorenz) Mitveranstalter der Lesungsreihe Sage & Schreibe.
Mit Palzers ersten Fernsehbeiträgen zur Thematik Kultur und Zeitgeist wurden die Zuschauer 1990 in der Sendung Capriccio des Bayerischen Rundfunks und im Kulturreport der ARD bekannt. Palzer ist Sprecher insbesondere seiner selbstverfassten Texte in Rundfunksendungen.
1996 veröffentlichte Palzer zusammen mit Stefan Wood und James Scannell die CD Nachmittag eines Fauns. Chansons, die aus dem Hörspiel Journal intime hervorgegangen ist.
Danach verfasste Palzer Essays für das BR Nachtstudio und andere Radiosender der ARD und des ZDF.
2018 unterrichtete er am Literaturinstitut Leipzig Essayistik, 2023 an der Universität Stuttgart das Schreiben für „die kleine Form“ (Blog, Tweet, Clip, Glosse).
Seit den 1980er Jahren veröffentlicht Palzer neben seinen literarischen Arbeiten zahlreiche Features zu Themen aus dem Kulturbereich. 
Er lebt und arbeitet in Leipzig.

## Auszeichnungen
- 1993: 1. Preis der LiteraVision für den BR-Magazinbeitrag „Wittgenstein“[2]
- 2002: 1. Preis der LiteraVision für den SWR-Magazinbeitrag „Karl Ignaz Hennetmair“[2]
- 2005: Tukan-Preis der Stadt München
- 2007: Martha-Saalfeld-Förderpreis
- 2009: Stipendium Homines Urbani, Villa Decius, Krakau
- 2020: Arbeitsstipendium im Bereich Literatur der Kulturstiftung des Freistaates Sachsen

## Hörfunk (Auswahl)
- 1995: Journal intime, LP. Hörspiel. Regie: Karl Bruckmaier. (BR). Daraus entstanden: Nachmittag eines Fauns, mit Stefan Wood (Musik) und James Scannell. CD, Trikont
- 2000: Keine Art. Minihörspiel, zusammen mit Klaus Schiefer und Ulrich Bassenge. BR 2000
- 2010: Thomas ist jetzt deine Freundin. Feature. Regie: Thomas Wolfertz (WDR)
- 2011: Nur bis jetzt! Spam Poetry. Hörspiel, mit David Moufang, Alias Move D, SAE Audio Engineer, Komponist und Klangkünstler. WDR 3
- 2011: Kritische Masse. Der Aufstand der Vielen. RBB-Kulturradio.
- 2014: Staub – Melancholie der Materie. Essay und Diskurs (Deutschlandfunk)
- 2015: Der letzte Mensch. Notfallplan für den Weltuntergang. Feature, Eigenregie (BR)
- 2016: Spekulativer Realismus: Über eine neue Art, auf der Erde zu leben. Essay und Diskurs (Deutschlandfunk)
- 2016: First Contact. Was, wenn die Erde Besuch bekommt. Feature. Regie: Martin Heindel (BR)
- 2017: Patina – die Zukunft der Endlichkeit. Essay und Diskurs (Deutschlandfunk)
- 2018: "Ich muss Revolution machen." Osterspaziergang mit Gretchen Dutschke. Feature. Regie: Rainer Schaller (BR)
- 2019: Die Innenseite der Wirklichkeit – Zwischen Fakt und Fiktion. Essay und Diskurs (Deutschlandfunk)
- 2020: Rainald Goetz – Warum schweigt er. Feature. Eigenregie (BR)
- 2020: Mehr als nur ein Ärgernis. Über den Nutzen der Metaphysik für das Leben. Essay und Diskurs (Deutschlandfunk)
- 2021: Spoken Word. Das Ende der Aufrichtigkeit. Regie: Nikolai von Koslowski (WDR)
- 2021: Das Unsichtbare. Essay und Diskurs (Deutschlandfunk). Regie: Barbara Schäfer
- 2024: Das Gespenst der Ordnung. Essay und Diskurs (Deutschlandfunk). Redaktion: Thorsten Jantschek; Regie: Claudia Kattanek
- 2025: Nähe und Ferne. Überlegungen zu schwierigen Verhältnissen. Essay und Diskurs (Deutschlandfunk)

## Schriften
- Hosenträger. Nachrichten aus der Welt von Gestern. Weißer Stein, Greiz 1994, ISBN 3-928681-26-5.
- Pony. 2. Auflage. Eisenhut, Hagen 2011, ISBN 978-3-942090-14-8.
- Secret Service. Greiz 1995, ISBN 3-933510-12-0.
- Ab hier FKK erlaubt. C. H. Beck, München 1996, ISBN 3-933510-86-4.
- Camping. belleville, München 2003, ISBN 3-933510-85-6.
- Ruin. Blumenbar, München 2005, ISBN 3-936738-17-3.
- Spam Poetry. Mikrotext, Berlin 2013, ISBN 978-3-944543-05-5.
- Das kommende Buch, Matthes & Seitz, Berlin 2013, ISBN 978-3-88221-179-5.
- Nachtwärts. ars vivendi, Cadolzburg 2014, ISBN 978-3-86913-412-3.
- Vergleichende Anatomie. Eine Geschichte der Liebe. Matthes & Seitz, Berlin 2018, ISBN 978-3-95757-557-9.
- Die Zeit, die bleibt. Kriminalroman. Tropen, Stuttgart 2019, ISBN 978-3-608-50415-6.

## Fernsehen
- 1993: Mode & Verzweiflung. Arte
- 2001: Deutsche Lebensläufe: Joseph Beuys - Messias in Filz. SWR / SFB / ORB
- 2002: Deutsche Lebensläufe: Martin Heidegger. SWR / SFB / ORB
- 2003: Russland lesen. Teil 1, 2 und 3. Zero Film / S. Fischer Stiftung / SWR
- 2003: Geschichte des Bankraubs. Filmtank / Arte
- 2005: Hubert Fichte: Der schwarze Engel. SWR / S. Fischer Stiftung
- 2006: Wie man Literatur-Nobelpreisträger macht. Bericht aus der Geheimgesellschaft. SWR / Megaherz
- 2009: Wie wird man Besteller? Arte / SWR
- 2010: Bis aufs Blut. Geschichte des Märtyrers. Buch und Regie (zusammen mit Thomas Tielsch). Arte / Filmtank